# 高木慎一朗
髙木慎一朗（たかぎ しんいちろう、1970年 - ）は、日本の料理人。石川県金沢市にある高級料亭「日本料理 銭屋」の二代目主人。

## 経歴
1年間の米国留学を経て、石川県立金沢泉丘高等学校及び日本大学商学部を卒業。京都吉兆で徳岡孝二に師事。1996年に実家である銭屋に戻り、2008年代表取締役に就任。実弟の二郎は日本料理銭屋総料理長。
2017年、宮田人司、孫泰蔵、大蘿淳司らと株式会社OPENSAUCEを設立、取締役就任。
2023年、銭屋Singaporeを開業。

## 活動
ニューヨーク、パリ、ミラノ、ソウル、ハンブルク、ミュンヘン、モルディブ、トリノ、ナパバレー、香港、シンガポール、アブダビ、シドニー、ケープタウン等の世界各地のホテル、レストランなどから招聘され、日本料理を披露、指導するなど海外での活動が頻繁である。このような活動がきっかけで、世界中の多くのシェフと交流があり、アラン・デュカス、マイケル・ロマーノ、ミッシェル・トロワグロ、など著名な料理人も銭屋を訪れている。
- 2008年（平成20年）2月、N.Y日本総領事公邸晩餐会にて料理を担当。
- 2009年（平成21年）2月、石川県立美術館「第1回ラグジュアリーライフスタイル国際会議」にてパネリストとして参加、討論。
- 2009年（平成21年）11月、「ベージュ アラン・デュカス東京」にゲストシェフとして参加。総料理長とコラボレーション。
- 2010年（平成22年）2月、石川県立音楽堂「第2回ラグジュアリーライフスタイル国際会議」を主催者代表として開催。アラン・デュカスと対談。
- 2010年（平成22年）3月、香港で行われた「香港国際映画祭晩餐会」にゲストシェフとして参加。
- 2010年（平成22年）11月、米国の料理大学「カリナリー・インスティテュート・オブ・アメリカ」において開催された「World of Flavor」に、京都吉兆の徳岡邦夫やフレンチの三国清三ら日本の著名シェフ達で構成されたTeam of Japanのメンバーの一員として参加、加賀料理を披露する。
- 2011年（平成23年）6月、パリで開催された、フランス外務大臣主催の「東日本大震災復興支援ガラディナー」にゲストシェフとして参加。
- 2011年（平成23年）4月、シンガポールで開催されたワールドグルメサミットでマスターシェフ受賞。
- 2012年（平成24年）7月、デンマーク コペンハーゲン「マッドシンポジウム2012」へ日本人として唯一人招待され参加。
- 2013年（平成25年）2月、アブダビで開催された「グルメ・アブダビ2013」にてインターナショナル・マスターシェフ受賞。
- 2013年（平成25年）9月、スペインで開催された「第61回サン・セバスチャン国際映画祭」公式晩餐会に、ゲストシェフとして参加。
- 2015年  (平成27年）10月、農林水産省料理人顕彰制度「料理マスターズ」受賞。
- 2015年  (平成27年）11月、「国際青年会議所（JCI）世界会議 金沢大会」記念フォーラムにて、ミッシェル・トロワグロとトークセッション。
- 2016年  (平成28年）5月、「ミシュランガイド富山・石川（金沢）2016年版」で日本料理銭屋が二つ星を獲得。
- 2016年  (平成28年）6月、日本料理銭屋が「ルレ・エ・シャトー 」に加盟。
- 2016年  (平成28年）10月、ボストンにある全米初の日本協会「ジャパン・ソサエティー・オブ・ボストン」から文化功労賞を受賞。ハーバード大学にて記念講演会が開かれる。
- 2016年  (平成28年）10月、アメリカのイェール大学で講演。
- 2017年（平成29年）　「株式会社OPENSAUCE」を　宮田人司・ 孫泰蔵・大蘿淳司と共同設立
- 2017年（平成29年）2月、農林水産省より「日本食普及の親善大使」に任命
- 2017年（平成29年）9月、金沢市より「金沢市文化活動賞」受賞。
- 2017年（平成29年）9月、香港の「アジア・ソサエティ・香港」でディナーイベント開催。
- 2017年（平成29年）10月、金沢市主催「金沢食文化フェスタ」食文化シンポジウムにて、宮田人司氏とトークセッション。
- 2018年（平成30年）10月、アメリカN.Yにて「五絆ソサエティ」「日本食文化大使」の称号を得る
- 2018年（平成30年）11月、 Netflixの人気料理番組TheFinalTable出演
- 2019年（令和元年）「A_RESTAURANT 」をオープンする
- 2019年（令和元年）8月、全日本高校生WASHOKUグランプリ実行委員長及び審査委員長を務める　歴代の審査員は龍吟 山本征治、つきち田村 田村隆、辻調理師専門学校校長 辻芳樹、茶道武者小路千家家元後嗣 千宗屋、京都吉兆総料理長 徳岡邦夫
- 2019年（令和元年）9月、マカオのホテルWynnにて銭屋フェア開催
- 2019年（令和元年）11月、「アマン京都」日本料理鷹庵の総料理長就任
- 2020年（令和2年）3月、 南アフリカ共和国ケープタウン「」Ellerman House」にて銭屋フェア
- 2021年（令和3年）8月、 函館料理アカデミー主催にて「訪日観光客をもてなす料理人の役割とは」の講演と調理実演を開催
- 2022年（令和4年）10月、シンガポールミシュランガイド三つ星フレンチレストランLes Amisにてディナーイベント開催
- 2023年（令和5年）8月、銭屋Singapore開業。